# صور (ماردين)
صَور (بالكردية: Stewr؛ بالتركية: Savur) أو الصور بلدة ومديرية تابعة لولاية ماردين في جنوب شرق تركيا. يسكنها الكُرد والعرب والسريان وتضم الكثير من المناطق الأثرية مثل رأس الميدان ورأس الحرف وكوبروباشي وقلعة صور.

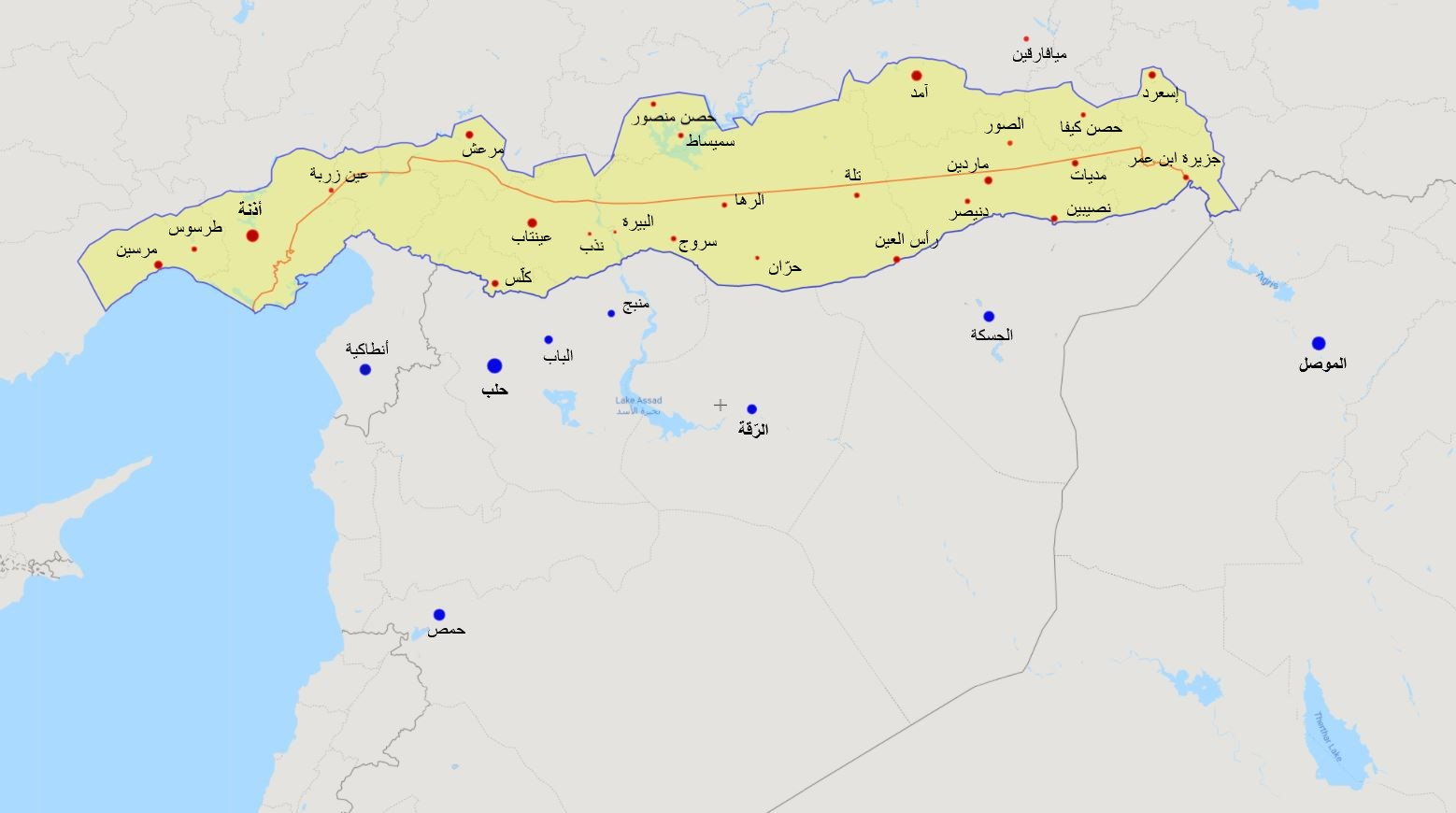
موقع الصور ضمن مدن الأقاليم السورية الشمالية

## السكان
| الكردية | العربية | التركية | غير معروف |
| ------- | ------- | ------- | --------- |
| 18,749  | 8,443   | 387     | 7         |

| مسلم   | مسيحي | يهودي | غير معروف |
| ------ | ----- | ----- | --------- |
| 27,203 | 48    | –     | 335       |

## أعلام
- عزيز سانجار